# Protula
Genre
Synonymes
- Ehlerprotula Uchida, 1978[1]
- Longitubus Howell, 1943 †[1]
- Membranopsis Bush, 1910[1]
- Paraprotula Uchida, 1978[1]
- Peotula Sun, 1998[1]
- sous-genre Protula (Philippiprotula) Uchida, 1978[1]
- sous-genre Protula (Protula) Risso, 1826[1]
- sous-genre Protula (Psygmobranchus) Philippi, 1844[1]
- Protulopsis Saint-Joseph, 1894[1]
- Psygmobranchus Philippi, 1844[1]
- Salmacinopsis Bush, 1910[1]
- sous-genre Serpula (Helena) Castelnau[1]
- sous-genre Serpula (Spiramella)[1]
- Spiramella Blainville, 1828[1]

Protula est un genre de vers annélides polychètes marins appartenant à la famille des Serpulidae. 

## Liste d'espèces
Selon World Register of Marine Species (29 avril 2016) :
- Protula alba Benedict, 1887
- Protula alberti Fauvel, 1909
- Protula americana McIntosh, 1885
- Protula anomala Day, 1955
- Protula antennata Ehlers, 1887
- Protula apomatoides Uchida, 1978
- Protula atypha Bush, 1905
- Protula balboensis Monro, 1933
- Protula bispiralis Savigny, 1822
- Protula canavarii Roverto, 1899 †
- Protula diomedeae Benedict, 1887
- Protula extensa Solander in Brander, 1766 †
- Protula intestinum Lamarck, 1818
- Protula longiseta Schmarda, 1861
- Protula media Stimpson, 1854
- Protula pacifica Pixell, 1912
- Protula palliata Willey, 1905
- Protula planianica Ziegler, 1984 †
- Protula submedia Augener, 1906
- Protula superba Moore, 1909
- Protula tubularia Montagu, 1803
- Protula vincenti Rovereto, 1904 †
- Protula xeniolum Rovereto, 1904 †